# Anton Largiadèr
Anton Largiadèr (* 17. Mai 1893 in Winterthur; † 22. Januar 1974 in Zürich) war ein Schweizer Historiker. Von 1931 bis 1958 war er Zürcher Staatsarchivar und ab 1944 Professor an der Universität Zürich.

## Leben
Anton Largiadèr war der Sohn eines Ingenieurs und Dozenten am Technikum Winterthur. Er absolvierte das Literargymnasium in Zürich und von 1913 bis 1919 ein Geschichtsstudium an der Universität Zürich (Promotion 1919). Anschliessend arbeitete er als Gymnasiallehrer. 1929 heiratete er Lydia Reinhart, Tochter des Unternehmers Paul Reinhart.
1931 wurde Anton Largiadèr zum Zürcher Staatsarchivar ernannt und an der Universität Zürich für Geschichte des Mittelalters habilitiert. Ab 1944 war er als nebenamtlicher Extraordinarius für Historische Hilfswissenschaften und Zürcher Landesgeschichte an der Universität Zürich tätig. Von 1953 bis 1969 präsidierte er das Kuratorium der Pius-Stiftung.
1960 wurde er zum korrespondierenden Mitglied der Göttinger Akademie der Wissenschaften gewählt.

## Werke (Auswahl)
- Untersuchungen zur zürcherischen Landeshoheit. Schulthess, Zürich 1920, 59 Seiten.
- Bürgermeister Rudolf Brun und die Zürcher Revolution von 1336. Leemann, Zürich 1936, 205 Seiten.
- Geschichte von Stadt und Landschaft Zürich. 2 Bände. Rentsch, Erlenbach 1945, 472 und 410 Seiten.
- Zürichs Bund mit den Waldstätten. Beer, Zürich 1951, 143 Seiten.
- Die Papsturkunden der Schweiz von Innozenz III. bis Martin V. Die Papsturkunden des Staatsarchivs Zürich. Schulthess, Zürich 1963, 318 Seiten.
- Die Papsturkunden der Schweiz von Innozenz III. bis Martin V. ohne Zürich. I. Teil: 1198 bis 1304. Schulthess, Zürich 1968, 380 Seiten.
- Die Papsturkunden der Schweiz von Innozenz III. bis Martin V. ohne Zürich. II. Teil: Von  Clemens V bis Martin V. Schulthess, Zürich 1970, 442 Seiten.